# There's Plenty of Room at the Bottom
There's Plenty of Room at the Bottom (En el fons hi ha espai de sobres) és el títol d'una conferència famosa donada pel físic Richard Feynman en una reunió de la Societat Americana de Física a Caltech el 29 de desembre, de 1959. Feynman planteja la possibilitat de manipulació directa d'àtoms individuals com una forma més potent de química sintètica que les que es feien servir a l'època.

## Concepte
Feynman va plantejar un cert nombre de ramificacions interessants d'una habilitat general per manipular matèria a escala atòmica. Es va interessar especialment en les possibilitats d'ordinadors amb de circuits més densos, i microscopis que podrien veure coses molt més petites del que és possible amb microscopis electrònics. Aquestes idees es varen materialitzar més tard amb l'ús del microscopi d'efecte túnel el microscopi de força atòmica i altres exemples de microscopis d'escombratge amb sondes i sistemes d'emmagatzematge com la memòria Millipede, creada per investigadors d'IBM.
Feynman també suggeria que hauria de ser possible, en principi, fer síntesi química per manipulació mecànica.
També presentava la "possibilitat estranya" d'"empassar-se el doctor", una idea que atribuïa en l'assaig al seu amic i estudiant de postgrau Albert Hibbs. Aquest concepte implicava construir un robot quirúrgic minúscul que es pugui engolir. La construcció d'aquest robot es plantejava desenvolupant un conjunt de mans de manipulador a escala un quart controlades directament per les mans de l'operador, emprant aquest manipulador, construir màquines eina com les de qualsevol taller però a escala un quart. Llavors fer servir aquest conjunt d'eines petites amb les mans petites per construir i operar deu conjunts de mans i eines a escala un setzè i així anar baixant d'escala. Acabant potser en mil milions de minúscules fàbriques per tal d'aconseguir una producció massivament paral·lela. Aquesta idea havia estat anticipada en part, fins a la microescala, per l'autor de ciència-ficció Robert A. Heinlein en la seva novel·la curta Waldo el 1940. A mesura que les mides es fan més petites, s'hauran de redissenyar algunes eines perquè la intensitat relativa de les diverses forces canvia. La gravetat es torna menys important, la tensió superficial esdevé més important, les forces de Van der Waals esdevenen més importants, etc.. Feynman esmenta aquestes qüestions d'escala durant la seva conferència. Ningú no ha intentat encara implementar experimentalment aquesta idea.

## Reptes
Acabava la seva conferència amb reptes per construir un motor minúscul i escriure la informació des d'una pàgina de llibre en una superfície 1/25,000 més petit a escala lineal. Oferia premis de $1000 per a cada reptet. Sorprenentment, el repte del motor va ser superat aviat per William McLellan, un artesà meticulós que feia servir eines convencionals; el motor satisfeia les condicions, però no feia avançar l'estat de l'art. En 1985, Tom Newman, un estudiant de Stanford, va aconseguir reduït el primer paràgraf d'Un Conte de Dues Ciutats en 1/25,000, i va recollir el segon premi de Feynman.

## Impacte
Més tard, el 1986 K. Eric Drexler al seu llibre: Motors de la creació: L'era de la nanotecnología que ve agafava el concepte de Feynman dels mil milions de factories minúscules i hi afegia la idea que podrien fer més còpies de si mateixes, via control informàtic en comptes de control per un operador humà.
Després de la seva mort, els estudiosos que analitzen el desenvolupament històric de nanotecnologia han conclòs que el paper present de Feynman catalitzant la investigació en nanotecnologia és limitat basat en el recull de les aportacions de moltes de les persones actives en el naixent camp els anys 1980 i el 1990. Chris Toumey, un antropòleg cultural a la Universitat de South Carolina, ha reconstruït la història de la publicació i republicació de la conferència de Feynman, junt amb el registre de citacions a "There's Plenty" en la literatura científica. A l'article de Toumey de 2008, "Llegint Feynman en nanotecnologia", trobava 11 versions de la publicació de "There's Plenty", més dos exemples d'una conferència propera explicada per Feynman, "Maquinària Infinitessimal", que Feynman anomenava "Molt" Espai, Revisitat." També en les referències de Toumey hi ha les cintes de vídeo d'aquella segona conferència.
Toumey va trobar que les versions publicades de la conferència de Feynman tenien una influència insignificant durant els vint anys després de la primera publicació, mesurada per citacions en la literatura científica, i no molta més influència en la dècada després del microscopi d'efecte túnel, inventat el 1981. Posteriorment, l'interès en "There's Plenty" en la literatura científica augmenta en gran manera durant els primers anys 1990. Això és probablement perquè el terme "nanotecnologia" guanyava atenció seriosa just abans d'aquell temps. La revista Nanotechnology sortia el 1989; el famós experiment de Eigler-Schweizer, que precisament manipulava 35 àtoms de xenó, es publicava en la revista Nature l'abril de 1990; i Science té una edició especial sobre nanotecnologia el novembre de 1991. Aquests i altres desenvolupaments insinuen que la redescoberta retroactiva de "el There's Plenty" de Feynman donava nanotecnologia una història empaquetada que proporcionava una primera data de desembre de 1959, més una connexió al carisma i el geni de Richard Feynman.
L'anàlisi de Toumey també inclou comentaris de científics distingits en la nanotecnologia que diuen que "There's Plenty" no va influir en el seu primer treball, i de fet la majoria d'ells no l'havien llegit fins a una data posterior.
L'estatura de Feynman com a premi Nobel i com a figura icònica de la ciència del segle XX segurament va ajudar els defensors de la nanotecnologia i va proporcionar un enllaç intel·lectual valuós amb el passat.